# Tulu
El tulu [ˈtuːluː]—; Tulu: , ತುಳು ಬಾಸೆ o തുളു ബാസെ, és una llengua que es parla al sud de l'Índia; pertany al grup de les llengües dravídiques i està relacionat amb el tàmil. S'estima que la parlen entre 3 i 5 milions de persones, anomenades tuluva, i la zona on viuen s'anomena Tulu Nadu. La majoria dels tuluva viuen als districtes de Dakshina Kannada i Udupi, a l'oest de l'estat de Karnataka i al districte Kasaragod de Kerala. També hi ha parlants de tulu a llocs com Mumbai. El seu sintema d'escriptura s'anomena tigalari i és adaptat de l'escriptura grantha, però actualment es fa servir poc i des de principis del segle xx es fa servir el sistema kannada. El tulu té quatre dialectes.

## Literatura escrita
Segons el lingüsta Robert Caldwell:
| « | El Tulu és un dels llenguatges més desenvolupats de la família dravídica | » |

Però la seva literatura escrita no és tan àmplia com la del Tamil. Es conserva una part de la traducció Tulu del sànscrit Mahabharata anomenada Tulu Mahabharato feta cap al segle xiv aC.
Altres obres importants en Tulu són:
- Sri Bhagavata
- Kaveri
- Devi Mahatmyam traduïda al Tulu

El 1994 el govern indi establí una acadèmia per regular el Tulu.

## Literatura oral
- Paddanas: una forma altament estilitzada de poesia.
- Riddles : que tracten del parentiu i l'agricultura.

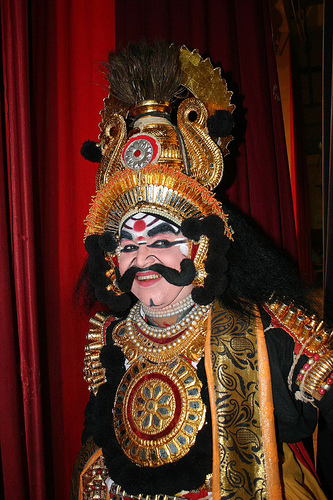
Un artista Yakshagana

- Bhajans: Cançons religioses.
- Kabitol: Cançons de la collita.